# Chydorus latus
Chydorus latus är en kräftdjursart som beskrevs av Sars 1862. Chydorus latus ingår i släktet Chydorus och familjen Chydoridae. Inga underarter finns listade i Catalogue of Life.